# Xiao Yi Chun
Xiao Yi Chun (孝儀純皇后T, 孝仪纯皇后S, Xiàoyíchún HuánghòuP; 23 ottobre 1727 – 28 febbraio 1775) è stata un'imperatrice cinese, consorte dell'imperatore Qianlong.
Appartenente al clan Wei, fu madre dell'imperatore Jiaqing.

## Nei media
Xiao Yi Chun appare nella serie Story of Yanxi palace (延禧攻略 Yán Xǐ Gōng Lüè, 2018), come personaggio protagonista, e nel sequel Yanxi Palace: Princess Adventures (2019), come personaggio secondario.